# Jean Muno
Robert Burniaux alias Jean Muno (n. 3 ianuarie, 1924, Molenbeek-Saint-Jean - d. 6 aprilie 1988, Bruxelles) a fost un scriitor belgian.

## Biografie
Jean Muno, după adevăratul său nume Robert Burniaux, s-a născut într-o familie de învățători. Tatăl său, Constant Burniaux, a publicat un număr mare de romane, povestiri, nuvele și poezii. Jean Muno a urmat cursurile secundare la Athénée Royal din Bruxelles, secția limbi clasice. În timpul celui de-al doilea război mondial a studiat filologia romantică la Universitatea Liberă din Bruxelles. Este numit apoi profesor la Athénée Royal din Gand unde lucrează până în 1950. În acest timp adună material pentru primul său volum Le baptême de la ligne (Botezul scrisului). Cariera sa didactică continuă la École Normale din Bruxelles până în 1974 când se retrage pentru totdeauna din învățământ. Are de gând să scrie o teză de doctorat despre René Béhaine, romancier francez, autor al romanului ciclic Historie d'une société (Povestea unei societăți). Renunță la idee și compune Le petit homme seul (Omul singuratic), o piesă radiofonică care este difuzată repede după scriere.

## Traduceri în română
- Povestiri neobișnuite, Editura Univers, traducere Rodica Lascu-Pop, Buc., 1987. Traduceri din volumele de povestiri La brèche și Histoires singulières.